# Dichaea ancoraelabia
Dichaea ancoraelabia är en orkidéart som beskrevs av Charles Schweinfurth. Dichaea ancoraelabia ingår i släktet Dichaea och familjen orkidéer. Inga underarter finns listade i Catalogue of Life.

## Bildgalleri

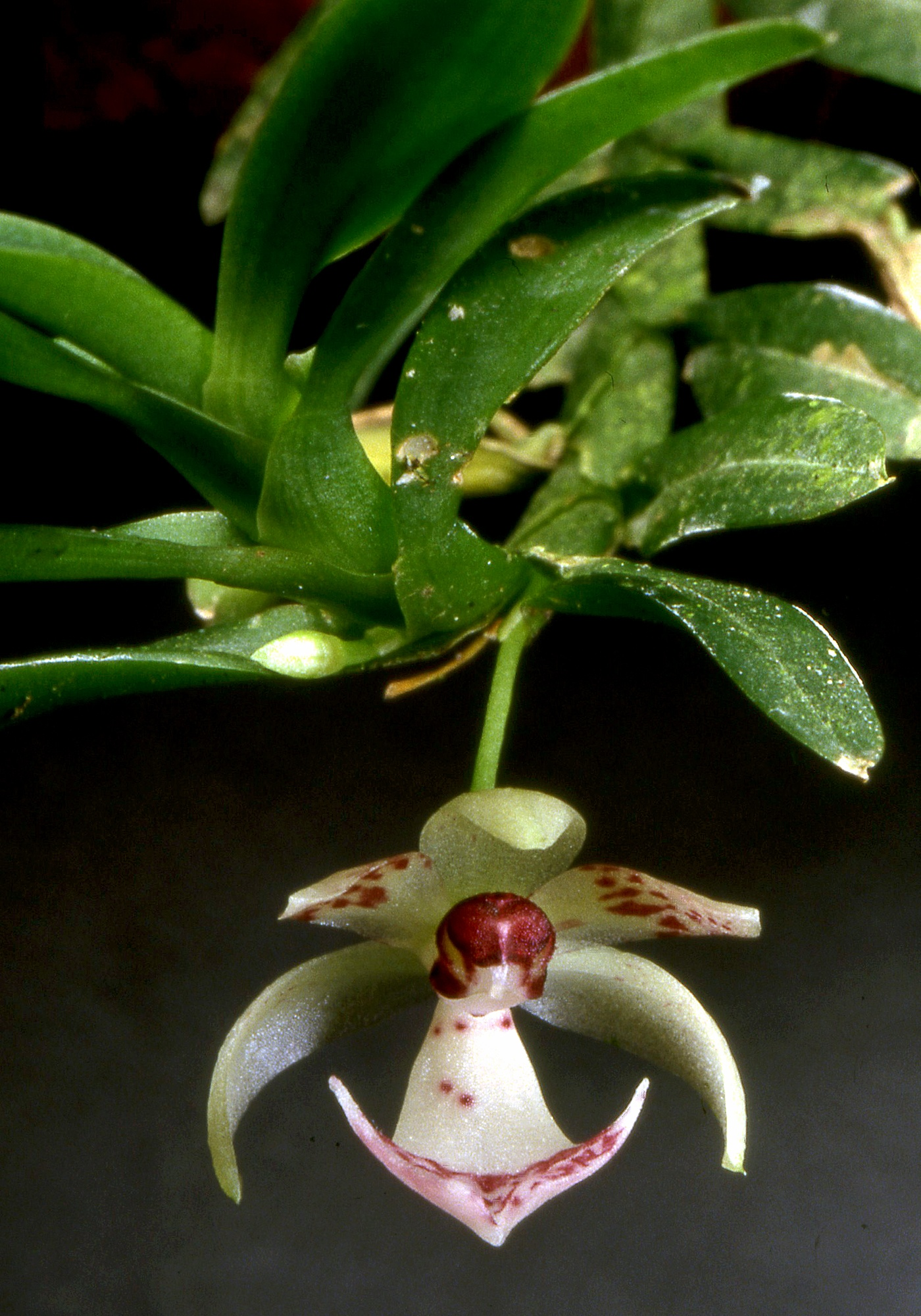